# كمال الجندوبي
كمال الجندوبي، من مواليد عام 1952 في تونس وهو ناشط في مجال حقوق الإنسان.

الجندوبي هو خريج معهد إدارة الأعمال في باريس وحاصل على شهادة الدراسات المعمقة من جامعة باريس الثانية.

كان عضوا ورئيسا لعدة جمعيات لحماية حقوق الإنسان، بما في ذلك الشبكة الأوروبية المتوسطية لحقوق الإنسان منذ 2003.

انتخب من قبل الهيئة العليا لتحقيق أهداف الثورة والإصلاح السياسي والانتقال الديمقراطي رئيس الهيئة العليا المستقلة للانتخابات لتنظيم انتخابات المجلس الوطني التأسيسي التونسي.